# سرقویتی بیگی
سرقویتی بیگی (به انگلیسی: Sorghaghtani Beki) همسر تولی‌خان (پسر چهارم چنگیز خان) و مادر هولاکوخان، منگوقاآن، قوبلای‌خان و اریق بوقا بود. او به مذهب عیسوی ایمان داشت. سرقویتی بیگی برادرزادهٔ وانگ خان آخرین پادشاه قوم کرائیت بود و بزرگ‌ترین خاتون مغول به‌شمار می‌آمد و یکی از قدرتمندترین و شایسته‌ترین افراد امپراتوری مغول بود. وی تصمیمات سیاسی را در یک لحظه محوری زمانی اتخاذ می‌کرد که سرنوشت امپراتوری به کلی عوض می‌شد و امپراتوری را به سمت یک سبک مدیریتی منظم جهانی و پیچیده‌تر می‌کشاند. او پسران خود را به عنوان رهبر بزرگ کرد و سیاست خانواده را به گونه ای اداره کرد که هر چهار پسرش، منگوقاآن، هولاکوخان، اریق بوقا و قوبلای‌خان، میراث پدر بزرگ خود را به ارث بردند و یکی از عوامل ایجاد صلح جهانی بود، همچنین برای اداره بهتر امپراتوری پیشنهاد تقسیم قدرت را به پسرانش کرد، که بعدتر انجام شد. با توجه به تأثیر بسیار عظیم و مفید وی در چنین نقطه حساس امپراتوری مقتدر مغول، او به احتمال بسیار فراوان یکی از سرنوشت‌سازترین، بانفوذترین و قدرتمندترین زنان تاریخ جهان بوده‌است. او زنی بسیار باوقار، باتدبیر، با‌کفایت و کاردان بود، همچنین نفوذ قدرتمندی بر شوهر و تمامی فرزندانش داشت چنان‌که هیچ‌یک از آنها از دستورات و فرامین او سرپیچی نمی‌کردند. وابستگی شوهر و پسرانش به مشاوره‌های او باعث شد، بیشتر مردان و امرای مغول برای اداره کارها به داوری او نیاز پیدا کنند.
او در طول زندگی‌اش به بخشش و کرم شهره بود و در اثر همین دل رئوف اکثر امرا و مسئولان رده بالای مغول و لشکریان را با خود همراه کرده و اطاعت مطلق همه آنها را برای خود و فرزندانش بدست آورد. اوگتای قاآن (پسر سوم چنگیز) پس از مرگ برادرش تولی، او و پسرانش را بسیار زیاد عزیز و محترم می‌دانست و اقتدار بزرگ و پایدار به سرقویتی بیگی داد تا همچنان در کلیه امور حکومتی مشارکت فعالی داشته باشد و در تمامی کارها به نظر سرقویتی بیگی عمل می‌کرد به گونه‌ای که رای وی در تمام کارهای سیاسی تعیین‌کننده بود. این زن با آنکه مسیحی بود به هیچ وجه از خود تعصب نشان نمی‌داد و نسبت به رعایای مسلمان ممالک تحت سلطهٔ خاندان چنگیزخان به مهربانی و رأفت رفتار می‌کرد چنان‌که مخارج تأسیس مدرسه‌ای را در بخارا داد و موقوفاتی جهت آن معین کرده یکی از علمای بزرگ مسلمان را به ادارهٔ آن گماشت.

## تاسیس نخستین مدرسه دخترانه جهان
سرقویتی بیگی خاتون مقتدر مغول، پس از آنکه موفق به راه‌اندازی مدرسه دخترانه در بخارا نشد، توانست آن را در جامعه علمی مراغه تاسیس کند.
اصغر محمدزاده، تاریخ‌پژوه و مولف کتاب‌ تاریخ دارالملک مراغه خاطرنشان می‌کند: «مدرسه دخترانه سرقویتی بیگی از دیگر مدارس فعال دوره ایلخانی در مراغه بود. پرفسور فرنس بروین اهل لبنان، این موضوع را مطرح کرده است که اولین مدرسه دخترانه جهان در مراغه تاسیس و نامش سرقویتی بیگی بود.